# بطولة إيه إي دبليو الدولية
بطولة إيه إي دبليو الدولية ( بالإنجليزية : AEW International Championship ) هي بطولة مصارعة محترفين تم إنشاؤها والترويج لها من قبل اتحاد المصارعة الأمريكي أول إيليت ريسلينغ ( أيه إي دبليو ) . هي بطولة ثانوية للمصارعين الذكور ، وعلى عكس ألقاب AEW الأخرى ، والتي يتم الدفاع عنها بشكل حصري تقريبا في كل برامج AEW ، يمكن أيضا الدفاع عن البطولة الدولية في عروض لاتحادات مصارعة أخرى حول العالم . البطل الحالي والافتتاحي هو أورانج كاسيدي ، وهو في فترة حمله الأولى للقب .
يعتبر هذا اللقب خليفة لبطولة إيه إي دبليو كل - الأطلسي الملغاة والتي أنشئت في 8 يونيو 2022 ، وكان بطلها الافتتاحي هو باك . وفي 15 مارس 2023 ، خلال فترة حمل أورانج كاسيدي للقب ، تم تغيير اسم اللقب من بطولة إيه إي دبليو كل - الأطلسي إلى بطولة إيه إي دبليو الدولية . واعتبر اتحاد إيه إي دبليو هذا التاريخ بمثابة إلغاء اللقب الأول وتأسيس اللقب الثاني ، مع اعتبار كاسيدي البطل النهائي لبطولة إيه إي دبليو كل - الأطلسي وبطل إيه إي دبليو الدولي الافتتاحي . على الرغم من اعتباره لقبا جديدا ، إلا أنه احتفظ بتاريخ بطولة إيه إي دبليو كل - الأطلسي ، التي حملها شخصين فقط وهما باك وكاسيدي .

## تاريخ اللقب

### بطولة إيه إي دبليو كل - الأطلسي ( من 2022 حتى 2023 )

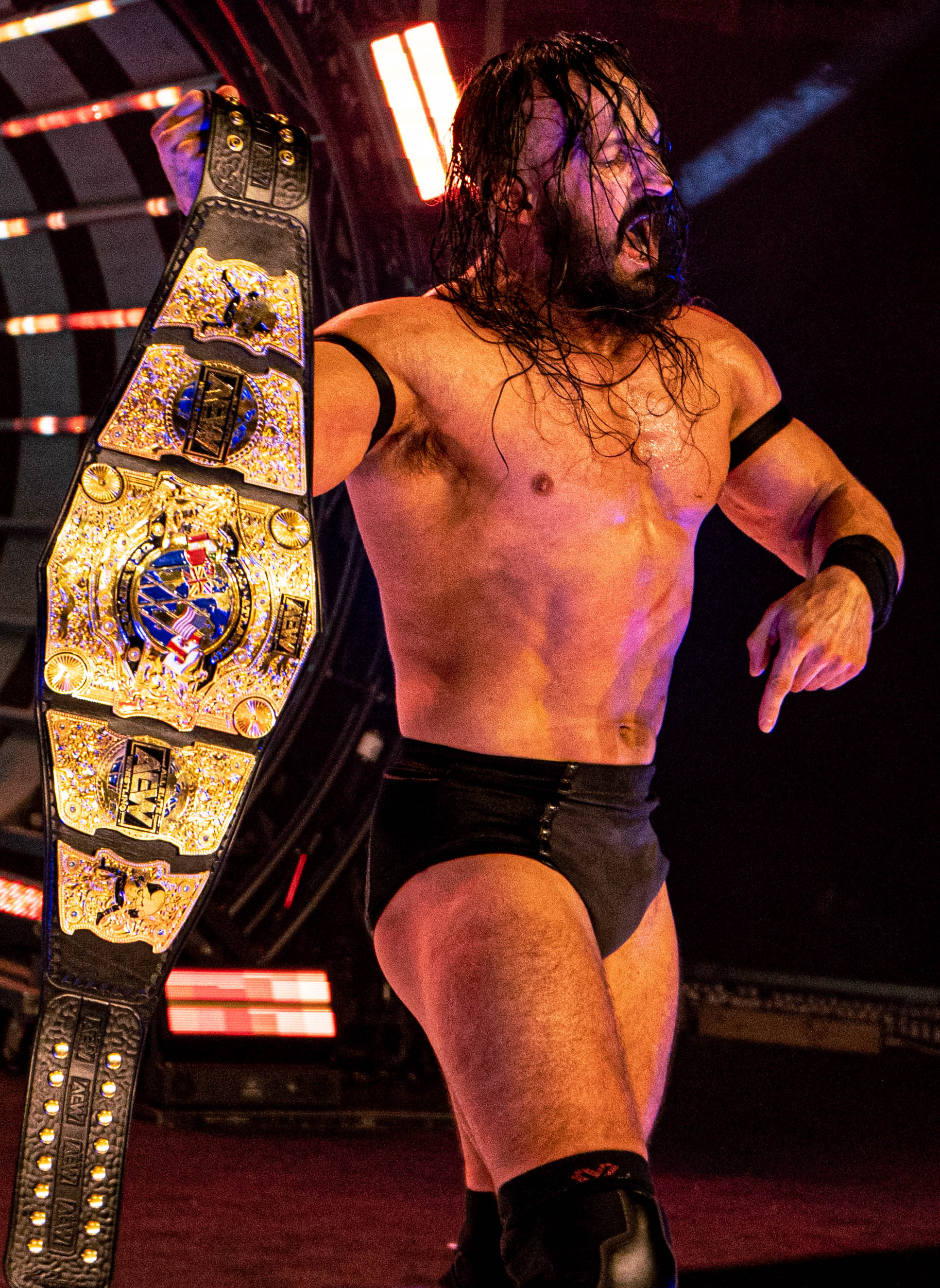
صورة توضح بطل أيه إي دبليو كل - الأطلسي الافتتاحي باك

في حلقة إيه إي دبليو دايناميت بتاريخ 8 يونيو 2022 ، كشف اتحاد المصارعة الأمريكي أول إيليت ريسلينغ ( أيه إي دبليو ) النقاب عن بطولة إيه إي دبليو كل - الأطلسي لتكون بمثابة بطولة ثانوية لفئة الرجال . على الرغم من أن اسمها يبدو متمركزا حول البلدان المحيطة بحوض المحيط الأطلسي ، فقد أعلنت الشركة أن البطولة " [ مثلت ] عشاق ومعجبي إيه إي دبليو حول العالم الذين يشاهدون الاتحاد في أكثر من 130 دولة مختلفة " . تم تتويج البطل الافتتاحي في مباراة رباعية أقيمت في عرض الدفع مقابل المشاهدة 2022 Forbidden Door والذي أقيم بتاريخ 26 يونيو 2022 ، وهو الحدث الذي تم إنتاجه بالاشتراك مع اتحاد المصارعة الياباني نيو جابان برو - ريسلينغ ( إن جي بي دبليو ) . ولتحديد المتنافسين الرباعي أقيمت ست مباريات تأهيلية . ثلاثة من هؤلاء المصارعين المميزين من أيه إي دبليو مع تأهل الفائزين الثلاثة إلى مباراة رباعية . أقيمت المباريات الثلاث المؤهلة الأخرى بين أربعة مصارعين من إن جي بي دبليو بنظام خروج المغلوب . حيث تواجه الفائزون في التصفيات التمهيدية لأن جي بي دبليو وتقدم الفائز في تلك المباراة إلى المباراة الرباعية في عرض Forbidden Door . ،على جانب إيه إي دبليو فاز كل من باك  ميرو  و مالاكاي بلاك  في التصفيات . على جانب إن جي بي دبليو ، تأهل توموهيرو آيشي لكنه تعرض لإصابة في الركبة اليسرى وكان لا بد من استبداله بالوصيف كلارك كونورز ،.
في مقابلة مع روبي فوكس على البودكاست الخاص به My Mom ' s Basement ، أكد رئيس إيه إي دبليو توني خان أنه سيتم الدفاع عن البطولة بشكل مختلف عن ألقاب الشركة الأخرى . وقال خان إن حاملي بطولة إيه إي دبليو كل - الأطلسي سيدافعون عن اللقب في جميع أنحاء العالم في عروض اتحادات مصارعة أخرى ، بالإضافة إلى اتحاد إيه إي دبليو . جاءت هذه المقابلة بعد وقت قصير من دفاع باك عن اللقب في حدث لاتحاد ريفيليوشن برو ريسلينغ ( أر بي دبليو ) ، والذي عرض لاحقا في برنامج إيه إي دبليو دارك على قناة الاتحاد على منصة اليوتيوب ، في 12 يوليو 2022  دافع باك أيضا عن اللقب في حدث لاتحاد أوفر ذا توب 2022 OTT Poetry Slam الذي أقيم في 22 يوليو 2022 

### بطولة إيه إي دبليو الدولية ( منذ 2023 إلى الوقت الحاضر )
في حلقة ديناميت بتاريخ 8 مارس 2023 ، أعلن توني خان أن دفاع أورانج كاسيدي عن اللقب في تلك الليلة كان الدفاع النهائي عن بطولة إيه إي دبليو كل - الأطلسي . في الأسبوع التالي في حلقة ديناميت بتاريخ 15 مارس 2023 ، احتفالا بإصدار فيلم ورانر بروس ' ' شازم ! ' ' ' ' غضب الآلهة ' ' ، تم تغيير اسم اللقب إلى بطولة إيه إي دبليو الدولية بسبب شراكة إيه إي دبليو مع شركة Warner Bros . ديسكفري . واعتبر اتحاد إيه إي دبليو هذا التاريخ بمثابة إلغاء اللقب الأول وتأسيس اللقب الثاني ، مع اعتبار كاسيدي البطل النهائي لبطولة إيه إي دبليو كل - الأطلسي وبطل إيه إي دبليو الدولي الافتتاحي . على الرغم من اعتباره لقبا جديدا ، إلا أنه احتفظ بتاريخ بطولة إيه إي دبليو كل - الأطلسي ، التي حملها شخصين فقط وهما باك وكاسيدي .

## تصميم اللقب
صمم رون إدواردسين Ron Edwardsen من شركة ريد ليسر بيلت Red Leather Belts حزام البطولة. و شكله كالتالي في الجزء العلوي من اللوحة الوسطى يوجد شعار اتحاد إيه أي دبليو AEW ، بينما في وسط اللوحة يوجد رسمة للكرة أرضية بها أعلام تمثل ست دول: و هي المكسيك ، الصين ، المملكة المتحدة ، الولايات المتحدة ، كندا ، واليابان. في الأصل ، كانت اللافتة الموجودة فوق الكرة الأرضية مكتوب عليها بالإنجليزية  "كل - الأطلسي " ، ولكن تم تغييرها لاحقًا إلى الكلمة الإنجليزية "الدولية" مع اعادة تسمية العلامة التجارية للبطولة في 15 مارس 2023. و توجد لافتة أخرى أسفل الكرة الأرضية مكتوب عليها بالإنجليزية  "بطل". يوجد على كل جانب من جوانب اللوحة المركزية لوحتان جانبيتان. تتضمن الألواح الجانبية الداخلية شعار AEW على كرة ، في حين أن الألواح الجانبية الخارجية بها مصارعان يتصارعان.

## فترة حمل اللقب
بصفتها بطولة كل الأطلسي ، كان هناك فترتان فقط بين بطلين. حيث كان باك هو البطل الافتتاحي وكان له أقصر فترة في 108 يومًا. يعتبر أورانج كاسيدي بطل كل الأطلسي الأخير مع فترة حكمه التي استمرت 154 يومًا. و كان باك أيضًا أصغر بطل لكل الأطلسي عندما فاز باللقب في سن 35 ، بينما كان كاسيدي أكبرهم سنًا وهو 38 عامًا.
بصفة البطولة الدولية ، فإن أورنج كاسيدي هي البطل الحالي والافتتاحي. هزم جيف جاريت ليصبح البطل الدولي الافتتاحي في 15 مارس 2023 ، حلقة الديناميت التي أقيمت في وينيبيج ، مانيتوبا ، كندا . في هذه الحلقة ، تم الإعلان عن التخلي عن بطولة كل الأطلسي ، واستبدلت بالبطولة الدولية.
| اِسْمُ اَلْبُطُولَةِ                     | اَلسَّنَوَاتُ                           |
| ------------------------------- | --------------------------------- |
| بُطُولَةِ إِيهْ إِي دَبْلِيُو كُل - اَلْأَطْلَسِيّ | مُنْذُ 8 يُونْيُو 2022 إِلَى 15 مَارِسَ 2023 |
| بطولة AEW الدولية               | مُنْذُ 15 مَارِسَ 2023 - حَتَّى اَلْآنَ       |

| تَرْتِيبُ اَلْبَطَلِ. | اِسْمُ اَلْبَطَلِ                       | تَغْيِيرَات اَلْبُطُولَةِ  | تَغْيِيرَات اَلْبُطُولَةِ            | تَغْيِيرَات اَلْبُطُولَةِ      | Reign statistics | Reign statistics | مُلَاحَظَاتٌ | اَلْمَرَاجِعُ | اَلْمَرَاجِعُ |
| تَرْتِيبُ اَلْبَطَلِ. | اِسْمُ اَلْبَطَلِ                       | اَلتَّارِيخُ          | اَلْحَدَثُ                      | اَلْمَوْقِعُ               | Reign            | Days             | مُلَاحَظَاتٌ | اَلْمَرَاجِعُ | اَلْمَرَاجِعُ |
| ------------ | ------------------------------- | ---------------- | -------------------------- | -------------------- | ---------------- | ---------------- | --- | ------- | ------- |
|              | بُطُولَةِ إِيهْ إِي دَبْلِيُو كُل - اَلْأَطْلَسِيّ |                  |                            |                      |                  |                  | |         |         |
| 1            | Pac                             | يونيو 26, 2022   | AEW x NJPW: Forbidden Door | Chicago, IL          | 1                | 108              | Defeated Clark Connors، مالاكاي بلاك and Miro in a four-way tournament final to become the inaugural AEW All-Atlantic Champion.                           | [ 8 ]   |         |
| 2            | أورانج كاسيدي                   | October 12, 2022 | Dynamite                   | Toronto, ON, Canada  | 1                | 154              | | [ 13 ]  |         |
| —            | Deactivated                     | March 15, 2023   | Dynamite                   | Winnipeg, MB, Canada | —                | —                | The AEW All-Atlantic Championship was retired and replaced by the AEW International Championship, which retains the lineage of the former.                | [ 14 ]  |         |
|              | AEW International Championship  |                  |                            |                      |                  |                  | |         |         |
| 1            | أورانج كاسيدي                   | مارس 15, 2023    | Dynamite                   | Winnipeg, MB, Canada | 1                | 71+              | Orange Cassidy was announced as International Champion before the match with جيف جاريت began. Subsequently, Cassidy defeated Jarrett to retain the title. | [ 14 ]  | [ 14 ]  |

## اَلْمَرَاجِعُ
1. ↑  Defelice، Robert (8 يونيو 2022). "AEW Introduces All-Atlantic Championship, First Champion To Be Crowned At AEW x NJPW Forbidden Door". Fightful. مؤرشف من الأصل في 2022-09-22. اطلع عليه بتاريخ 2022-06-08.
2. ↑  "New Japan Road Night 4 (June 20) Preview". نيو جابان برو ريسلينغ. 13 يونيو 2022. مؤرشف من الأصل في 2023-04-04. اطلع عليه بتاريخ 2022-06-14.
3. ↑  Casey، Connor (8 يونيو 2022). "New AEW Championship Unveiled During AEW Dynamite". ComicBook.com. مؤرشف من الأصل في 2023-05-19. اطلع عليه بتاريخ 2022-06-08.
4. ↑  Barnett, Jake (8 Jun 2022). "6/8 AEW Dynamite results: Barnett's live review of Jon Moxley vs. the Casino Battle Royale winner for a spot in the Interim AEW World Championship match at Forbidden Door, Pac vs. Buddy Matthews, Thunder Rosa vs. Marina Shafir for the AEW Women's Title, Hangman Page vs. David Finlay". Pro Wrestling Dot Net (بالإنجليزية الأمريكية). Archived from the original on 2023-04-04. Retrieved 2022-06-11.
5. ↑  Powell, Jason (15 Jun 2022). "6/15 AEW Dynamite results: Powell's live review of Jungle Boy and Luchasaurus vs. The Young Bucks in a ladder match for the AEW Tag Titles, Chris Jericho vs. Ortiz in a hair vs. hair match, Toni Storm vs. Britt Baker, Will Ospreay vs. Dak Harwood, Ethan Page vs. Miro in an All Atlantic Title qualifying match". Pro Wrestling Dot Net (بالإنجليزية الأمريكية). Archived from the original on 2023-02-06. Retrieved 2022-06-15.
6. ↑  "6/22 AEW Dynamite results: Barnett's live review of Jon Moxley and Hiroshi Tanahashi vs. Chris Jericho and Lance Archer, Bryan Danielson addresses his future, Will Ospreay, Kyle Fletcher, and Mark Davis vs. Orange Cassidy, Trent Beretta, and Rocky Romero, Penta Oscuro vs. Malakai Black in an All Atlantic Title qualifier". Pro Wrestling Dot Net (بالإنجليزية الأمريكية). 22 Jun 2022. Archived from the original on 2023-02-02. Retrieved 2022-06-23.
7. ↑  【新日本】石井智宏が左ヒザ負傷で『AEW x NJPW: Forbidden Door』大会欠場 [[NJPW] Tomohiro Ishii will miss the "AEW x NJPW: Forbidden Door" event due to a left knee injury]. proresu-today.com (باليابانية). 24 Jun 2022. Archived from the original on 2023-03-29. Retrieved 2022-06-24.
8. 1 2  Powell, Jason (June 26, 2022). "AEW-NJPW Forbidden Door results: Powell's live review of Jon Moxley vs. Hiroshi Tanahashi for the Interim AEW World Title, Jay White vs. Kazuchika Okada vs. Hangman Page vs. Adam Cole for the IWGP World Heavyweight Title, Thunder Rosa vs. Toni Storm for the AEW Women's Title, Will Ospreay vs. Orange Cassidy for the IWGP U.S. Title". Pro Wrestling Dot Net. Retrieved June 26, 2022. نسخة محفوظة 2023-02-28 على موقع واي باك مشين.
9. ↑  Lee، Joseph (13 يوليو 2022). "Tony Khan Says AEW All-Atlantic Title Will Be Defended Differently Than Other Belts". 411mania. مؤرشف من الأصل في 2022-09-22. اطلع عليه بتاريخ 2022-07-14.
10. ↑  Lambert، Jeremy (4 يوليو 2022). "PAC To Defend AEW All-Atlantic Title In OTT Wrestling". Fightful. مؤرشف من الأصل في 2022-10-17. اطلع عليه بتاريخ 2022-10-13.
11. ↑  Russell، Skylar (8 مارس 2023). "AEW To 'Level Up' All-Atlantic Championship Into AEW International Championship On 3/15 Dynamite". Fightful. مؤرشف من الأصل في 2023-03-09. اطلع عليه بتاريخ 2023-03-08.
12. ↑  آول إليت ريسلينغ [AEW] (8 يونيو 2022).  (تغريدة) https://x.com/AEW/status/1534697544210579456. اطلع عليه بتاريخ 2022-06-08. {{استشهاد ويب}}: الوسيط |title= غير موجود أو فارغ (مساعدة)
13. ↑  Powell, Jason (October 12, 2022). "10/12 AEW Dynamite results: Powell's live review of Chris Jericho vs. Bryan Danielson for the ROH Championship, Pac vs. Orange Cassidy for the AEW All-Atlantic Championship, "Jungle Boy" Jack Perry vs. Luchasaurus, Toni Storm and Hikaru Shida vs. Britt Baker and Jamie Hayter, Swerve Strickland vs. Billy Gunn". Pro Wrestling Dot Net. Retrieved October 13, 2022. نسخة محفوظة 2023-01-27 على موقع واي باك مشين.
14. 1 2  Powell, Jason (March 15, 2023). "3/15 AEW Dynamite results: Barnett's live review of House of Black vs. The Elite vs. Chris Jericho, Sammy Guevara, and Daniel Garcia for the AEW Trios Titles, Orange Cassidy vs. Jeff Jarrett for the AEW International Title, MJF's Re-Bar Mitzvah, Jade Cargill's Canadian open challenge for the TBS Title". Pro Wrestling Dot Net. Retrieved مارس 15, 2023, . نسخة محفوظة 2023-01-27 على موقع واي باك مشين.

## روابط خارجية
- تاريخ بطولة AEW All-Atlantic / International الرسمية في All Elite Wrestling